# Hans Jonsson
Hans Åke Jonsson (født 2. august 1973 i Örnsköldsvik, Sverige) er en tidligere professionel ishockeyspiller, som bl.a. spillede for MODO Hockey i den svenske Elitserie.
Jonsson fik sin NHL-debut med Pittsburgh Penguins i sæsonen 1999–00 og spillede fire sæsoner der, før han vendte hjem til Sverige og MODO Hockey i 2003.